# Balao (lớp tàu ngầm)
Tàu ngầm lớp Balao là một thiết kế tàu ngầm hạm đội thành công của Hải quân Hoa Kỳ trong Chiến tranh Thế giới thứ hai. Với 120 chiếc được hoàn tất và đưa vào hoạt động, Balao là lớp tàu ngầm lớn nhất của Hải quân Mỹ. Được cải tiến dựa trên thiết kế của  Lớp Gato dẫn trước, loại thép được sử dụng để làm lớp vỏ tàu chịu áp lực có độ dày và độ đàn hồi tốt hơn so với lớp Gato, cho phép các chiếc lớp Balao có thể lặn xuống độ sâu tối đa khoảng 120 m, sâu hơn khoảng 30m so với độ sâu tối đa của lớp Gato.

## Khả năng hoạt động
Khả năng di chuyển của tàu ngầm lớp Balao nhìn chung tương tự như lớp Gato. Giống như lớp tiền nhiệm, các tàu ngầm lớp Balao là loại tàu ngầm diesel-điện. Chúng có bốn động cơ diesel dùng chạy các mô tơ phát điện và các mô tơ phát điện này quay các trục gắn chân vịt. Không hề có sự gắn kết trực tiếp giữa động cơ diesel và chân vịt.
Lớp Balao trang bị động cơ diesel của một trong hai nhà sản xuất: Fairbanks-Morse cung cấp động cơ Model 38D8-⅛ với các piston có thể chuyển động ngược nhau, hoặc Electro-Motive Diesel của General Motors cung cấp động cơ Model 16 V16. Ban đầu Fairbanks-Morse thường cung cấp mẫu động cơ Model 38D8-⅛ với 9 xy lanh cho các tàu, sau này chiếc USS Sand Lance (SS-381) đã được cung cấp động cơ 10 xy lanh. Lúc đầu thì General Motors cũng hay cung cấp mẫu động cơ Model 16-248 cho các tàu, sau này bắt đầu với chiếc USS Perch (SS-313) mẫu động cơ Model 16-278A đã được dùng. Cứ mỗi lần thay thế, các động cơ mới có công suất lớn hơn, nhưng tiêu thụ năng lượng tương đương mẫu cũ cũng như hoạt động hiệu quả với áp suất thấp hơn vì thế làm tăng độ tin cậy.
Hai chiếc tàu ngầm USS Unicorn (SS-429) và USS Vendace (SS-430) được dự định sẽ trang bị động cơ diesel Hooven-Owens-Rentschler (H.O.R.) tuy nhiên việc đóng hai chiếc này đã bị hủy bỏ.
Hai dòng mô tơ phát điện được trang bị cho tàu ngầm lớp Balao là: mô tơ của Công ty Elliott và mô tơ của General Electric. Nhưng đôi khi các loại tàu trang bị mô tơ điện của Elliott được thay thế bằng loại mô tơ của General Electric do mô tơ của G.E rẻ và bền hơn. Mô tơ của Allis-Chalmers đã được dự định trang bị cho các chiếc từ SS-530 đến SS-536 nhưng việc đóng chúng đã bị hủy ngay cả trước khi chúng có thể được đặt tên.
Các tàu ngầm được đóng đầu tiên trang bị bốn mô tơ điện tốc độ cao (hai mô tơ mỗi trục) với việc chúng được gắn thêm nhiều bánh răng giảm tốc để giảm áp lực do tốc độ cao của mô tơ tác động lên trục. Các bánh răng giảm tốc này rất ồn khi hoạt động vì thế khiến cho tàu ngầm dễ bị phát hiện bằng bộ phận khuyếch đại âm thanh. Các tàu lớp Balao sau này được trang bị các mô tơ có tốc độ thấp có khả năng phân ứng điện tiếp xúc trực tiếp với các trục và hoạt động yên lặng hơn nhưng việc nâng cấp này không được trang bị phổ biến cho đến khi chế tạo thành công tàu ngầm lớp Tench. Với việc các động cơ diesel không trực tiếp liên kết đến các trục chân vịt nên các mô tơ điện phải hoạt động suốt thời gian.
USS Archerfish (SS-311), một tàu ngầm thuộc lớp Balao, đã đánh chìm chiếc tàu mặt nước lớn nhất mà tàu ngầm từng đánh chìm lúc bấy giờ là chiếc tàu sân bay Shinano hay chiếc USS Sealion (SS-315) đã đánh chìm chiếc tàu chiến Kongō,...của Hải quân Đế quốc Nhật Bản.

## Hoạt động
Vào năm 2007 chiếc USS Tusk (SS-426) là một trong hai chiếc duy nhất thuộc lớp Balao còn hoạt động. Nó đã được chuyển cho Trung Hoa Dân Quốc vào những năm 70.

## Bảo tàng
Tám chiếc tàu ngầm lớp Balao được trưng bày tại viện bảo tàng cho dân chúng. Chúng hoạt động chủ yếu nhờ vào doanh thu từ việc thăm quan của du khách và các sử gia hải quân. Mỗi tàu đều được kiểm tra kỹ lưỡng hàng năm và lập một "thẻ báo cáo". Một số tàu ngầm như chiếc Batfish và Pampanito thì khuyến khích thiếu niên và các tình nguyện viên ngủ qua đêm trên tàu trong khoang thủy thủ. Các tàu hiện đang trong viện bảo tàng là:
- Chiếc USS Batfish (SS-310) ở công viên tưởng niệm chiến tranh tại Muskogee, Oklahoma.
- Chiếc USS Becuna (SS-319) ở Bảo tàng Independence Seaport tại Philadelphia, Pennsylvania.
- Chiếc USS Bowfin (SS-287) ở công viên và bảo tàng biển USS Bowfin tại Honolulu, Hawaii.
- Chiếc USS Clamagore (SS-343) ở Patriot's Point tại Mount Pleasant, Nam Carolina.
- Chiếc USS Ling (SS-297) ở bảo tàng Hải quân New Jersey tại Hackensack, New Jersey.
- Chiếc USS Lionfish (SS-298) ở Battleship Cove tại Fall River, Massachusetts.
- Chiếc USS Pampanito (SS-383) ở công viên lịch sử hàng hải quốc gia San Francisco tại San Francisco, California.
- Chiếc USS Razorback (SS-394) ở bảo tàng hàng hải đảo Arkansas tại Bắc Little Rock, Arkansas.